# Grup de la wermlandita
El grup de la wermlandita és un grup de minerals que forma part del supergrup de la hidrotalcita. Els seus membres són:
| Erssonita           | CaMg₇Fe123+ (OH)18(SO₄)₂·12H₂O        |
| Kartxevskiïta       | Mg18Al9(OH)54Sr₂(CO₃)9(H₂O)₆ (H₃O)₅   |
| Motukoreaïta        | Mg₆Al₃(OH)18[Na(H₂O)₆][SO₄]₂ · 6H₂O   |
| Natroglaucocerinita | Zn₆Al₃(OH)18[Na(H₂O)₆](SO₄)₂ · 6H₂O   |
| Nikischerita        | Fe₆2+Al₃(OH)18[Na(H₂O)₆][SO₄]₂ · 6H₂O |
| Shigaïta            | Mn₆Al₃(OH)18[Na(H2O)6][SO4]₂ · 6H₂O   |
| Wermlandita         | Mg₇Al₂(OH)18[Ca(H₂O)₆][SO₄]₂ · 6H₂O   |